# Teslin River
Teslin River är ett vattendrag i Kanada.   Det ligger i British Columbia och Yukon, i den västra delen av landet, 4 100 km väster om huvudstaden Ottawa.
Trakten runt Teslin River är nära nog obefolkad, med mindre än två invånare per kvadratkilometer.